# Nikola Atanasov
Nikola Atanasov (in bulgaro Никола Атанасов?; 1943) è un ex cestista bulgaro.

## Carriera
Con la Bulgaria ha disputato i Campionati europei del 1963.